# 16745 Заппа
16745 Заппа (16745 Zappa) — астероїд головного поясу, відкритий 9 серпня 1996 року.
Тіссеранів параметр щодо Юпітера — 3,365.